# Premier League Malti 1995-1996
L'edizione 1995-1996 della Premier League maltese è stata l'ottantunesima edizione della massima serie del campionato maltese di calcio. Il titolo è stato vinto dallo Sliema Wanderers.

## Classifica
|    | Classifica       | G  | V  | N | P  | GF | GS | Dif | Pt |
| -- | ---------------- | -- | -- | - | -- | -- | -- | --- | -- |
| 1  | Sliema Wanderers | 18 | 15 | 1 | 2  | 55 | 16 | +39 | 46 |
| 2  | Valletta         | 18 | 13 | 3 | 2  | 49 | 11 | +38 | 42 |
| 3  | Floriana         | 18 | 11 | 4 | 3  | 32 | 12 | +20 | 37 |
| 4  | Hibernians       | 18 | 9  | 6 | 3  | 35 | 18 | +17 | 33 |
| 5  | Ħamrun Spartans  | 18 | 8  | 5 | 5  | 29 | 21 | +8  | 29 |
| 6  | Birkirkara Luxol | 18 | 6  | 3 | 9  | 23 | 26 | -3  | 21 |
| 7  | Naxxar Lions     | 18 | 6  | 3 | 9  | 22 | 33 | -11 | 21 |
| 8  | Rabat Ajax       | 18 | 4  | 2 | 12 | 28 | 50 | -22 | 14 |
| 9  | St. Patrick      | 18 | 3  | 0 | 15 | 15 | 52 | -37 | 9  |
| 10 | Żurrieq          | 18 | 1  | 1 | 16 | 13 | 62 | -49 | 4  |

## Verdetti finali
- Sliema Wanderers Campione di Malta 1995-1996
- St. Patrick e Żurrieq retrocesse.